# Houdancourt
Houdancourt é uma comuna francesa na região administrativa de Altos da França, no departamento de Oise. Estende-se por uma área de 6,71 km². Em 2010 a comuna tinha 681 habitantes (densidade: 101,5 hab./km²).